# The Suffering: Ties That Bind
The Suffering: Ties That Bind (с англ. — «Страдание: Кровные узы») — компьютерная игра в жанре action и survival horror 2005 года, разработанная Surreal Software и изданная Midway Games. В России издавалась фирмой «Новый Диск» в двух языковых версиях. Игра является сиквелом The Suffering.

## Сюжет
Всего в игре насчитывается 18 глав:
1. «Воспоминания о прошлом». Торк общается за игрой в шахматы со своим другом Майлсом, тот рассказывает ему про Блэкмора. Неожиданно приходит сам Блэкмор — тюремный авторитет, и несколько людей из его банды. Блэкмор приказывает избить Торка и Майлса, а сам уходит. Вдруг в тюрьме заключённые поднимают бунт. Ворота со смотровой площадки открываются, и заключённые бегут, но затем закрываются, отделяя Майлса и Торка друг от друга. Торк двигается вглубь блока, в одном из коридоров его запирают. Появляется Блэкмор и его люди. Торк с ними расправляется и первый раз в этой части опять превращается в монстра. Но Блэкмор не даёт ему себя одолеть.
2. «Гнетущая безнадёжность». Прошло пять лет. Глава начинается с того момента, где кончается первая часть. Торк оказывается связанным в каком-то комплексе солдатами некоего «Альянса», которыми управляет офицер-девушка Джордан. В результате несчастного случая ситуация выходит из под контроля; Торк освобождается и выходит из комплекса, и прыгает в яму около него[1].
3. «Слабый не получит ничего». Через коллектор Торк поднимется на улицы города в тот район, где находится его дом.
4. «Нелёгкое возвращение домой». Торк попадает в свою квартиру через незапертое окно на кухне, осматривает комнаты и находит вырезки из газет о совершённом им преступлении.
5. «Бремя порока». Торк выходит из дома. По дороге ему встречается его сосед Хейра, который просит Торка провести его к кухне бедняков, где на них нападают обжоры. Потом герою предстоит пройти по скверам города, магазинам, складам, заброшенным жилым домам, где обитают Жнецы и Поджигатели. Торк достигает старого театра.
6. «Отрицание жизни». Торк проходит в зрительный зал, где его ждёт Блэкмор, а доктор Киллджой, вновь появившийся сквозь лучи кинопроектора, заставляет Торка вспомнить свои «навыки» превращения в монстра и подсылает ему парочку тварей на проверку. После этого полотно рвётся, и Торк выбирается из театра через «чёрный» вход. Затем он встречает наркомана Кайла, который помогает добраться до шалмана наркоманов.
7. «Человеческая воля». Торк выходит из шалмана и идёт в бар друга Майлса «Подземка», забирает там его документы, выходит из бара. Происходит перестрелка гражданских и солдат «Альянса», Торку нужно выйти из опасного района, но он проваливается под землю.
8. «Под землёй». По рации Майлс будет управлять передвижениями Торка по канализации. Торк находит потайную дверь, где его поджидают солдаты. Расправляясь с ними, он выходит из канализации и возвращается в комплекс.
9. «Не отступая ни перед чем». Торк взламывает оружейные склады и находит запертую женщину — это Консуэлла, жена охранника Эрнесто из первой части игры. В комплексе Блэкмор натравливает на Торка монстров и солдат. После сражения Торк попадает на причал.
10. «Свобода?». Джордан встречает Торка у въезда на пристань и предлагает сотрудничать. Он садится в кузов грузовика за пулемёт. Джордан хочет прорваться к тюрьме, но происходит авария, и они разделяются.
11. «Рецидивисты». Торк оказывается в архивах тюрьмы. Здесь он встречает одного из заключённых, который избивал его и Майлса в первой главе. Перед смертью он говорит, что Торк сам нанял парня, из-за которого главного героя посадили в тюрьму. После этого он встречает Элроя-младшего, сына погибшего директора тюрьмы. С ним Торк выбирается на смотровую площадку.
12. «Острый вопрос». Торк приходит к камерам на нижнем уровне за столовой заключённых.
13. «Дисциплина и наказания». Торк спрыгивает в люк барокамеры. Он встречается с Майлсом, но тот умирает. За стеной огня находится один из солдат Ассоциации, который соглашается помочь Торку взамен на спасение. Впереди ждёт грузовой лифт наверх.
14. «Каторжный труд». Торк выбирается наружу и встречает Джордан. Здесь ему предстоит выбор: или убить её за предательство или продолжать сотрудничать с ней. Если оставить её в живых — в следующей главе на вертолёте боссом будет Джордан, если убить — Блэкмор.
15. «Друг на всю жизнь». После схватки с вертолётом Торк переходит на следующую площадку, где находится глубокая яма с торчащей оттуда Сциллой. Временно победив её, Торк прыгает в яму.
16. «Бассейн Блэкмора». Этот уровень считается кульминационным во всей игре, так как от стиля прохождения игры зависит с кем предстоит схватка в этом уровне (или с городским маньяком, или охотником за рабами), а также заранее определится карма перед последней схваткой. Здесь будет пять периодических схваток с рядовыми чудовищами, перед каждой из которых эти «боссы» будут подводить итоги за пройденный им путь. После победы над боссом появляется Блэкмор.
17. «Место убийства». Торка перестают посещать видения, и он опять оказывается в шалмане. Ему надо срочно бежать в детский дом, где прошло всё его детство.
18. «Причина всего». Торк заходит в детский дом и поднимается наверх через проломленный потолок. Далее идёт серия видеороликов, и начинается финальная схватка. Место боя — зал без крыши с красным небом, неизвестно откуда появляется Сцилла. Исход игры предрешён — придётся исправлять ошибки прошлых глав.

### Концовки
- Хорошая концовка. Победа Торка. Побеждённый Блэкмор зовёт к себе Торка со словами: «Ты победил! Чего же ты ждёшь?» и Торк поглощает его. Если Торк на протяжении всей игры принимал исключительно добрые решения и делал хорошие поступки, когда это было возможно, то также в конце после победы над Блэкмором появится Кармен и в восторге от того, что Торк проявил себя исключительно с положительной стороны обнимет его и скажет, что больше не хочет разлучаться с ним.
- Плохая концовка. Торк проигрывает. Блэкмор встретит его со словами: «Ты проиграл! Тебе ничего не изменить» и впитывает в себя его личность. Теперь тело Торка окончательно принадлежит Блэкмору. Также, если Торк на протяжении всей игры проявлял себя исключительно с плохой стороны, но помог Джордан, то концовка расширится, и из неё также станет понятно, что Блэкмор и Джордан не только за одно, но ещё и являются любовниками.
- Нейтральная концовка. Поединок с Блэкмором заканчивается ничьей: «Видишь, тебе никогда не избавиться от меня». Блэкмор продолжает мучить Торка.
- Секретная концовка. Для неё необходимо выбить всех мобов на локации, а затем, когда монстр наклонится, чтобы высадить новую партию, дать по нему удар любой суператакой. Поединок с Блэкмором заканчивается роликом, в котором тот говорит «Это неправильно! Ты сломал правила.»

## Игровой процесс

Геймплей

- Управление такое же, как и в первой части.
- Возможность играть от первого лица (вид из глаз).
- Игра сохраняется посредством контрольных точек. В отличие от первой части игры, здесь есть быстрое сохранение в любом месте, его можно использовать везде, кроме видеороликов и превращения в монстра.
- Сведения, полученные в ходе прохождения, заносятся в один из трёх дневников, которые вели различные героини игры:
  - Записная книжка Джордан — перечень полезной информации о монстрах, которую удалось собрать Ассоциации;
  - Заметки Консуэллы — в них рассказывается об истории Балтимора и о мистических проклятиях его улиц;
  - Дневник Кармен — незадолго до своей гибели она вела дневник, куда записывала мысли о своём муже.

Данные о монстрах заносятся в дневник Джордан после первого убийства представителя данного вида монстров. Информация о различных местах Балтимора даётся в дневнике Консуэллы при первом посещении локации. Воспоминания из дневника Кармен открываются при соблюдении определённых действий во время прохождения уровней.
Не все страницы дневников можно открыть на лёгком уровне и при прямолинейном прохождении.
Как и в первой части, Торк обладает способностью выпускать наружу собственного монстра его израненной души, но, судя по словам других персонажей, они не замечают перемен в облике героя, так что Торк просто впадает в ярость берсерка. Монстр представляет собой разъярённого демона с лезвием-клешнёй вместо правой руки, но, в отличие от первой части, внутренний зверь Торка будет выглядеть так же как его душа — то есть, если Торк будет идти по пути зла, монстр будет отвратителен и страшен, а если по пути добра, то он будет больше похож на человека. Выбор пути определяет и дополнительные атаки Монстра; чем добрее или злее Торк, тем сильнее атаки Монстра.

### Способы прохождения
Как и в первой части, есть возможность проходить игру тремя разными способами:
- «Хороший» стиль игры — спасать союзников и не убивать случайных прохожих. Друзья поддерживают в битвах с врагами и помогают найти дорогу. Торк будет иметь «приличный вид» — чистую одежду и не будет покрыт ранами. Фотография семьи Торка будет чистой. Регенерация здоровья будет восстанавливать две пятых шкалы. Монстр будет бирюзового цвета и походить на Торка, с рукой в виде кинжала и обладать специальными атаками: цепи как у Крота, стволы пулемётов из спины как у Стрелка, электрический удар Изоляциониста и спецатака «Катаклизм».
- «Нейтральный» стиль прохождения игры — никому не помогать и никого не защищать. В таком режиме игроку не надо тратить силы ни на чьё спасение, но и помощи ждать неоткуда. Одежда Торка будет очень грязной. Фото Кармен с детьми будет запятнано кровью. Монстр будет жёлтым и с лезвием вместо руки — это тот самый монстр из первой части игры. Он имеет только одну дополнительную атаку — мощный удар кулаком об землю.
- «Плохой» стиль игры — уничтожать всех подряд: друзей, врагов, незнакомцев. Убивая союзников, можно получить их оружие и припасы. Торк будет очень грязным и весь покрыт кровавыми ранами. Регенерация здоровья будет минимальной. Семейная фотокарточка будет залита кровью, а Торк, Кармен, Кори и Малкольм будут иметь на ней искажённую внешность. Монстр будет иметь красную ауру, длинные шипы по всему телу, руку в виде когтя и дополнительные атаки: лезвия Жнецов из-под земли, взрывающиеся тараканы как у Изоляциониста, пламя Поджигателя и спецприём «Апокалипсис».

Спецприёмы «Апокалипсис» и «Катаклизм» являются самыми мощными, они уничтожают всех рядовых противников в зоне видимости и продолжаются до тех пор, пока все они не умрут. Но у них, в отличие от других атак, есть отдельная шкала энергии, которую нужно пополнять соответствующими поступками или убийством монстров. Если их шкала на нуле, то вместо них будут пламя и электрический удар.
Хорошую сторону ведёт Кармен, а плохую — Блэкмор. При встрече Торка с одиноким персонажем Кармен предлагает пощадить его и помочь, а Блэкмор уговаривает убить. Если игрок поможет персонажу, то Кармен одобрительно говорит, что Торк остался тем же. Если убить персонажа, то Блэкмор говорит, что Торк идёт по правильному пути.

## Критика и отзывы
| Сводный рейтинг | Сводный рейтинг | Сводный рейтинг | Сводный рейтинг |
| Издание         | Оценка          | Оценка          | Оценка          |
| Издание         | PC              | PS2             | Xbox            |
| --------------- | --------------- | --------------- | --------------- |
| GameRankings    | 74,95 %         | 76,06 %         | 78,23 %         |

В рецензии от журнала «Игромания» автор обзора отметил графику, улучшенную со времени первой части, отличное озвучивание и звуковые эффекты и главное — сохранившуюся атмосферу первой игры. Из недостатков были указаны отсутствие промежуточных боссов, однотипный дизайн уровней и то, что принципиально новых врагов нет. Оценки игре от журнала: реиграбельность — да, классный сюжет — да, оригинальность — нет, легко освоить — да, оправданность ожиданий: 70 %, геймплей: 7.0, графика: 8.0, звук и музыка: 8.0, интерфейс и управление: 8.0, рейтинг «Мании»: 7.5.